# Александр Ісак
Александр Ісак (швед. Alexander Isak; нар. 21 вересня 1999, Стокгольм) — шведський футболіст, нападник збірної Швеції та англійського клубу «Ньюкасл Юнайтед».
Виступав, зокрема, за клуб АІК.
Володар Кубка Німеччини.

## Клубна кар'єра
Народився 21 вересня 1999 року в місті Стокгольм. Вихованець футбольної школи клубу АІК. Дорослу футбольну кар'єру розпочав 2016 року (у віці 16 років та 199 днів) в основній команді того ж клубу, в якій провів один сезон, взявши участь у 24 матчах чемпіонату.  Більшість часу, проведеного у складі клубу АІК, був основним гравцем атакувальної ланки команди. У складі клубу АІК був одним з головних бомбардирів команди, мав середню результативність на рівні 0,42 голу за гру першості.
Своєю грою за цю команду привернув увагу представників тренерського штабу клубу «Боруссія» (Дортмунд). 23 січня 2017 року уклав контракт з німецьким клубом до літа 2022 року.  Відіграв за дортмундський клуб наступні два сезони своєї ігрової кар'єри.
До складу клубу «Віллем II» на правах оренди приєднався 2019 року. Станом на 16 травня 2019 року відіграв за команду з Тілбурга 16 матчів в національному чемпіонаті.
Влітку 2019 року Александр Ісак став футболістом іспанського клуб «Реал Сосьєдад», підписавши з ним 5-річний контракт. 22 вересня 2019 Ісак відзначився забитим голом у переможній грі 3–1 проти «Еспаньйола». 6 лютого 2020 року Александр відзначився двома забитими голами у ворота мадридського «Реалу» у чвертьфінальній грі Кубка Іспанії.
3 квітня 2021 у фіналі Кубка Іспанії (через пандемію COVID-19 фінал перенесли на наступний рік) швед грав з перших хвилин та був замінений на 89-й хвилині.
21 лютого 2021 року Ісак вперше в складі іспанського клубу відзначився хет-триком в переможній грі 4–0 проти «Депортіво Алавес» та став першим шведом, який досяг цього після Генрі Карлссона, який відзначився за «Атлетіко» (Мадрид) ще в далекому 1949 році.
У сезоні 2021–22 Ісак в усіх турнірах, де брав участь «Реал Сосьєдад» забив за команду 10 голів.
26 серпня 2022 року швед підписав шестирічний контракт із клубом Прем’єр-ліги «Ньюкасл Юнайтед», який діятиме до червня 2028 року. 31 серпня Александр відзначився голом в дебютній грі проти «Ліверпуля» в якому його команда зазнала поразки з рахунком 2–1 але Ісак був визнаний гравцем матчу в складі «сорок».
Після нічиєї з «Борнмутом» 1–1, де він забив пенальті, Ісак вибув на 16 матчів через травму, повернувся на матч Кубка Англії проти «Шеффілд Венсдей». 15 січня 2023 року забив переможний гол в матчі проти «Фулгема» 1–0. 17 березня Ісак відзначився дублем в переможній грі 2–1 проти «Ноттінгем Форест».
12 серпня 2023 року Ісак зробив дубль у першому матчі сезону в переможній грі 5–1 проти «Астон Вілли».
21 грудня 2024 року Александр відзначився хет-триком на виїзді в переможному матчі 4–0 проти «Іпсвіч Таун».

## Виступи за збірні
2015 року дебютував у складі юнацької збірної Швеції, взяв участь у 22 іграх на юнацькому рівні, відзначившись 7 забитими голами.
Протягом 2016–18 років залучався до складу молодіжної збірної Швеції. На молодіжному рівні зіграв у 7 офіційних матчах.
2017 року дебютував в офіційних матчах у складі національної збірної Швеції.
7 червня 2019 року Ісак відзначився першим голом у складі національної збірної у відбірному матчі на Євро-2020 проти збірної Мальти. Александр став автором останнього голу в переможній грі 3–0.
У складі національної збірної  виступав на чемпіонаті Європи 2020.
| Дата       | Місто           | Господарі         | Результат  | Гості             | Турнір                                    | Голи | Примітки |
| ---------- | --------------- | ----------------- | ---------- | ----------------- | ----------------------------------------- | ---- | -------- |
| 8-1-2017   | Абу-Дабі        | Швеція            | 1 – 2      | Кот-д'Івуар       | товариський матч                          | -    | 62'      |
| 12-1-2017  | Абу-Дабі        | Швеція            | 6 – 0      | Словаччина        | товариський матч                          | 1    | 71'      |
| 23-3-2019  | Стокгольм       | Швеція            | 2 – 1      | Румунія           | Відбір до ЧЄ 2020                         | -    | 89'      |
| 26-3-2019  | Осло            | Норвегія          | 3 – 3      | Швеція            | Відбір до ЧЄ 2020                         | -    | 62'      |
| 7-6-2019   | Стокгольм       | Швеція            | 3 – 0      | Мальта            | Відбір до ЧЄ 2020                         | 1    | 69'      |
| 10-6-2019  | Мадрид          | Іспанія           | 3 – 0      | Швеція            | Відбір до ЧЄ 2020                         | -    | 82'      |
| 5-9-2019   | Торсгавн        | Фарерські острови | 0 – 4      | Швеція            | Відбір до ЧЄ 2020                         | 2    |          |
| 8-9-2019   | Стокгольм       | Швеція            | 1 – 1      | Норвегія          | Відбір до ЧЄ 2020                         | -    | 77'      |
| 12-10-2019 | Та-Калі         | Мальта            | 0 – 4      | Швеція            | Відбір до ЧЄ 2020                         | -    | 71'      |
| 15-10-2019 | Стокгольм       | Швеція            | 1 – 1      | Іспанія           | Відбір до ЧЄ 2020                         | -    | 77'      |
| 15-11-2019 | Бухарест        | Румунія           | 0 – 2      | Швеція            | Відбір до ЧЄ 2020                         | -    | 78'      |
| 18-11-2019 | Стокгольм       | Швеція            | 3 – 0      | Фарерські острови | Відбір до ЧЄ 2020                         | -    |          |
| 8-9-2020   | Стокгольм       | Швеція            | 0 – 2      | Португалія        | Ліга націй УЄФА 2020—2021 - груповий етап | -    | 71'      |
| 8-10-2020  | Москва          | Росія             | 1 – 2      | Швеція            | товариський матч                          | 1    | 64'      |
| 11-10-2020 | Загреб          | Хорватія          | 2 – 1      | Швеція            | Ліга націй УЄФА 2020—2021 - груповий етап | -    | 65'      |
| 14-10-2020 | Лісабон         | Португалія        | 3 – 0      | Швеція            | Ліга націй УЄФА 2020—2021 - груповий етап | -    | 62'      |
| 11-11-2020 | Бреннбю         | Данія             | 2 – 0      | Швеція            | товариський матч                          | -    |          |
| 17-11-2020 | Сен-Дені        | Франція           | 4 – 2      | Швеція            | Ліга націй УЄФА 2020—2021 - груповий етап | -    | 86'      |
| 25-3-2021  | Стокгольм       | Швеція            | 1 – 0      | Грузія            | Відбір до ЧС 2022                         | -    |          |
| 28-3-2021  | Приштина        | Косово            | 0 – 3      | Швеція            | Відбір до ЧС 2022                         | 1    | 27' 68'  |
| 29-5-2021  | Стокгольм       | Швеція            | 2 – 0      | Фінляндія         | товариський матч                          | -    | 84'      |
| 5-6-2021   | Стокгольм       | Швеція            | 3 – 1      | Вірменія          | товариський матч                          | -    | 71'      |
| 14-6-2021  | Севілья         | Іспанія           | 0 – 0      | Швеція            | ЧЄ 2020 - груповий етап                   | -    | 69'      |
| 18-6-2021  | Санкт-Петербург | Швеція            | 1 – 0      | Словаччина        | ЧЄ 2020 - груповий етап                   | -    |          |
| 23-6-2021  | Санкт-Петербург | Швеція            | 3 – 2      | Польща            | ЧЄ 2020 - груповий етап                   | -    | 68'      |
| 29-6-2021  | Глазго          | Швеція            | 1 – 2 д.ч. | Україна           | ЧЄ 2020 - 1/8 фіналу                      | -    | 97'      |
| 2-9-2021   | Стокгольм       | Швеція            | 2 – 1      | Іспанія           | Відбір до ЧС 2022                         | 1    | 84'      |
| 8-9-2021   | Афіни           | Греція            | 2 – 1      | Швеція            | Відбір до ЧС 2022                         | -    |          |
| 9-10-2021  | Стокгольм       | Швеція            | 3 – 0      | Косово            | Відбір до ЧС 2022                         | 1    | 75'      |
| 12-10-2021 | Стокгольм       | Швеція            | 2 – 0      | Греція            | Відбір до ЧС 2022                         | 1    |          |
| 11-11-2021 | Тбілісі         | Грузія            | 2 – 0      | Швеція            | Відбір до ЧС 2022                         | -    | 87'      |
| 14-11-2021 | Севілья         | Іспанія           | 1 – 0      | Швеція            | Відбір до ЧС 2022                         | -    | 73'      |
| 24-3-2022  | Стокгольм       | Швеція            | 1 – 0 д.ч. | Чехія             | Відбір до ЧС 2022                         | -    | 115'     |
| 29-3-2022  | Хожув           | Польща            | 2 – 0      | Швеція            | Відбір до ЧС 2022                         | -    | 81'      |
| 2-6-2022   | Любляна         | Словенія          | 0 – 2      | Швеція            | Ліга націй УЄФА 2022—2023 - груповий етап | -    | 80'      |
| 5-6-2022   | Стокгольм       | Швеція            | 1 – 2      | Норвегія          | Ліга націй УЄФА 2022—2023 - груповий етап | -    | 34' 69'  |
| 12-6-2022  | Осло            | Норвегія          | 3 – 2      | Швеція            | Ліга націй УЄФА 2022—2023 - груповий етап | -    | 59'      |
| 24-3-2023  | Стокгольм       | Швеція            | 0 – 3      | Бельгія           | Відбір до ЧЄ 2024                         | -    | 73'      |
| 27-3-2023  | Стокгольм       | Швеція            | 5 – 0      | Азербайджан       | Відбір до ЧЄ 2024                         | -    | 70'      |
| 20-6-2023  | Відень          | Австрія           | 2 – 0      | Швеція            | Відбір до ЧЄ 2024                         | -    | 76'      |
| 9-9-2023   | Таллінн         | Естонія           | 0 – 5      | Швеція            | Відбір до ЧЄ 2024                         | 1    | 64'      |
| 12-9-2023  | Стокгольм       | Швеція            | 1 – 3      | Австрія           | Відбір до ЧЄ 2024                         | -    | 83'      |
| 21-3-2024  | Гімарайнш       | Португалія        | 5 – 2      | Швеція            | товариський матч                          | -    |          |
| 25-3-2024  | Стокгольм       | Швеція            | 1 – 0      | Албанія           | товариський матч                          | -    |          |
| 5-6-2024   | Копенгаген      | Данія             | 2 – 1      | Швеція            | товариський матч                          | 1    | 38' 69'  |
| 8-6-2024   | Стокгольм       | Швеція            | 0 – 3      | Сербія            | товариський матч                          | -    | 46'      |
| 5-9-2024   | Баку            | Азербайджан       | 1 – 3      | Швеція            | Ліга націй УЄФА 2024-2025 - груповий етап | 2    |          |
| 8-9-2024   | Стокгольм       | Швеція            | 3 – 0      | Естонія           | Ліга націй УЄФА 2024-2025 - груповий етап | 1    | 79'      |
| 16-11-2024 | Стокгольм       | Швеція            | 2 – 1      | Словаччина        | Ліга націй УЄФА 2024-2025 - груповий етап | 1    |          |
| 19-11-2024 | Стокгольм       | Швеція            | 6 – 0      | Азербайджан       | Ліга націй УЄФА 2024-2025 - груповий етап | -    |          |
| Усього     |                 | Матчів            | 50         |                   | Голів                                     | 15   |          |

## Титули і досягнення

### Клубні
- Володар Кубка Німеччини (1):

«Боруссія» (Дортмунд): 2016-17
- Володар Кубка Іспанії (1):

«Реал Сосьєдад»: 2019-20
- Володар Кубка Футбольної ліги (1):

«Ньюкасл Юнайтед»: 2024-25

### Особисті
- Улюбленець вболівальників року в Аллсвенскан: 2016[24]
- Гравець місяця Аллсвенскан: вересень 2016[25]
- Гравець місяця англійської Прем'єр-ліги: грудень 2024[26]
- Гол місяця англійської Прем'єр-ліги: грудень 2024[27]